# Manuel Gary
Pour les articles homonymes, voir Goulin et Gary.
Emmanuel Goulin, dit Manuel Gary, est un acteur français, né le 9 février 1912 à Marseille où il est mort le 31 décembre 1988.

## Biographie
On voit souvent Manuel Gary, Emmanuel Victor Marie Goulin de son nom d'état-civil, et son visage fort reconnaissable au détour de comédies tournées entre 1938 et 1960. Ami intime de Fernandel, il apparaît dans plusieurs films notamment Les Rois du sport, L'Auberge rouge, Carnaval, où il tient de modestes rôles. Il fait aussi partie de la troupe de Fernandel (avec René Génin, entre autres) lors de l'enregistrement de scènes comiques sur les disques Decca en 1954. On le voit encore jusqu'en 1976.
Il meurt à Marseille, sa ville d'origine, en 1988.

## Filmographie
- 1938 : Tricoche et Cacolet de Pierre Colombier
- 1938 : Le Joueur d'échecs de Jean Dréville
- 1939 : Raphaël le tatoué de Christian-Jaque : le gérant de Tout-Auto
- 1939 : Fric-Frac de Maurice Lehmann et Claude Autant-Lara
- 1939 : L'Étrange Nuit de Noël d'Yvan Noé
- 1939 : La Piste du Nord de Jacques Feyder : un monsieur au bal de charité
- 1940 : Le Café du port de Jean Choux : Gonzalès
- 1941 : Saturnin de Marseille d'Yvan Noé
- 1942 : Promesse à l'inconnue d'André Berthomieu un marin du Phocéa
- 1943 : Ne le criez pas sur les toits de Jacques Daniel-Norman : un journaliste
- 1944 : L'Ange de la nuit d'André Berthomieu : Roland
- 1944 : L'aventure est au coin de la rue de Jacques Daniel-Norman : Vulcain
- 1945 : La Cage aux rossignols de Jean Dréville
- 1946 : 120, rue de la Gare de Jacques Daniel-Norman : Bob Colomer
- 1946 : Le Capitan de Robert Vernay : un sbire
- 1946 : L'Affaire du Grand Hôtel d'André Hugon : Justin
- 1947 : La Nuit de Sybille de Jean-Paul Paulin : Jacques
- 1947 : Nuit sans fin de Jacques Séverac
- 1947 : Miroir de Raymond Lamy : un homme de la bande à Folco
- 1947 : Cargaison clandestine de Alfred Rode
- 1948 : La Renégate de Jacques Séverac : le capitaine
- 1948 : Halte... Police ! de Jacques Séverac : Hardouin
- 1948 : Le Colonel Durand de René Chanas : Bontemps
- 1949 : Au grand balcon d'Henri Decoin : Goupil
- 1950 : Pas de week-end pour notre amour de Pierre Montazel : Léon, secrétaire de Franck Reno
- 1950 : Le Grand Cirque de Georges Péclet : le mécanicien
- 1950 : Quai de Grenelle de Emil-Edwin Reinert : l'ami de Gisèle
- 1950 : Le Traqué de Borys Lewin et Franck Tuttle, ainsi que la version américaine, Gunman in the street
- 1950 : Les vacances finissent demain d'Yvan Noé
- 1951 : Maître après Dieu de Louis Daquin : l'officier américain
- 1951 : La Table-aux-crevés de Henri Verneuil : Félicien Berger
- 1951 : L'Auberge rouge de Claude Autant-Lara : un gendarme
- 1951 : Le Voyage en Amérique d'Henri Lavorel
- 1952 : Le Petit Monde de don Camillo de Julien Duvivier un délégué
- 1952 : Coiffeur pour dames de Jean Boyer : Gaétan, un coiffeur
- 1952 : Le Fruit défendu d'Henri Verneuil : Jacky
- 1953 : Le Boulanger de Valorgue d'Henri Verneuil : le receveur du car
- 1953 : Carnaval d'Henri Verneuil : Arthur
- 1953 : Le Retour de don Camillo de Julien Duvivier
- 1953 : L'Ennemi public numéro un de Henri Verneuil : Charly
- 1954 : Le Grand Pavois de Jack Pinoteau
- 1954 : Le Mouton à cinq pattes d'Henri Verneuil : le docteur
- 1954 : Ali Baba et les 40 voleurs de Jacques Becker : un mendiant
- 1955 : Le Printemps, l'Automne et l'Amour de Gilles Grangier : Victor
- 1955 : La Grande Bagarre de don Camillo (Don Camillo e l'onorevole Peppone) de Carmine Gallone
- 1956 : Le Couturier de ces dames de Jean Boyer : Clément
- 1956 : Sous le ciel de Provence de Mario Soldati
- 1957 : Sénéchal le magnifique de Jean Boyer